# Bles (poeta)
Bles (en llatí Blaesus, en grec Βλαίσος) va ser un poeta italià nascut a Caprae.
Va escriure una sèrie de comèdies còmiques en grec (σπουδογέλοιοι). Dues d'aquestes comèdies (Μεσοτρίβας i Σατοῦρνος) són citades per Ateneu de Naucratis. La seva època és incerta, però probablement va viure al segle III aC.